# Бистрица (Бања Лука)
Бистрица је насељено мјесто и мјесна заједница на подручју града Бање Луке, Република Српска, БиХ. Мањи дио насељеног мјеста Бистрица је до 2011. године припадао МЗ Сарачица, када је подијељен између мјесних заједница Сарачица и Чокорска поља. Према подацима пописа становништва 2013. године, у овом насељеном мјесту је пописано 1.386 лица.
Овде се налази Црква Светих апостола Петра и Павла (Бистрица).

## Географски положај
Бистрица је насељено мјесто и једна од 57 мјесних заједница у саставу Града Бањалука. Простор западно од котлине у којој лежи Град Бањалука чини прелаз из долинских у брдске терене, као и простор „набораног“ рељефа, односно питомих побрђа висине 150 до 600 m. Управо у том дијелу и на таквом терену, а уз магистрални пут Бањалука – Бронзани Мајдан смјештено је насеље Бистрица. Чине ју засеоци: Марјанци, Јанковићи, Бузаџићи, Јованићи, Савићи, Чегари, Поповићи, Савановићи, Лолићи, Лолића Долина, Мучаловићи, Павлићи, Станивуковићи, Полићи, Талићи, Телићи, Благојевићи, Станивуковићи Велики, Гранолићи, Сикире, Стјепановићи, Гидумовићи, Брдо Јанковића, Бојанићи, Ловрићи, Јањетовићи, Кременовићи-Радићи, Бањци, Јованићи, Гранолићи-Ћошићи, Доњи Јанковићи, Јанковићи Клупе, Лолићи-Перићи, Калабе, Кременовићи-Лолићи, Кременовићи-Балићи и Ђурићи. На истоку, према Бањалуци граничи са МЗ Сарачица, а та граница пресијеца регионални пут Бањалука – Бронзани Мајдан код изворишта Буковац. На западу и југозападу Бистрица граничи са мјесном заједницом Борковићи, а на југу са мз Голеши. Само средиште мјеста је од центра Бањалуке удаљено 15 km.
Топоним ( географски назив ) Бистрица је веома чест код Словена тако да се среће готово у свим словенским земљама па тако и код нас. Сам назив повезан је са ријечним, односно уопште воденим токовима.
Прво помињање имена села Бистрица потиче из 1287. године када ју у својој Повељи под именом Byztricha као погранично подручје жупе Земљаник помиње босански бан Пријезда, док су најстарији значајни подаци о насељености овог подручја из црквене књиге Шематизам православне митрополије и архидијецезе дабро-босанске за годину 1882. Тада је Бистрица имала 80 кућа и 909 душа.

## Образовање
У насељу се налази Основна школа „Мирослав Антић“.
Под именом "Мирослав Антић" школа ради од 1992. године када је Савјет школе донио одлуку да се школи да нови назив.Њена историја, међутим, траје од давне 1932. године када се звала Основна школа "Краљице Марије". Претпоставља се да је као први учитељ у школи радио Никола Стојановић, али и ако јесте није се дуго задржао. Послије њега у школи је као учитељица радила Катица Петровић. У периоду до Другог свјетског рата, а послије Катице Петровић у школи су као учитељи радили Раденко Стојнић ( 1938 – 1939. ) и Нада Лугонић ( 1939 – 1941. ). Својим учитељским и просвјетитељским радом се нарочито истакао Раденко Стојнић који је организовао и течајеве за описмењавање, а формирао је и друштво „Сељачка слога“ које је имало задатак да унапређује пољопривреду. Школа је радила до 1941. године, а у току рата објекат је значајно оштећен. Његова санација започела је 1948. године, а адаптирани објекат са радом је почео 1949. године. Школа је носила назив „Народна основна школа Јошикова Вода у Бистрици“, а наставу је изводила Коцијанчић Богумила коју је убрзо замијенила Гајић Вука.
Децембра 1958. мјештани села су донијели одлуку о изградњи новог школског објекта. Средства за његову изградњу је требало обезбиједити дијелом из самодоприноса, а већим дијелом из средстава НО Општине Бронзани Мајдан. Настава је у новоизграђеном објекту започела 1.10.1960. године, а претходно је назив школе промијењен у „Основна школа са осам разреда Јошикова Вода у селу Бистрица“.
Школи су као њена подручна одјељења од 1962. године припадали објекти: Бранковац, Доњи Борковићи и Бунића Гај ( Горњи Борковићи ).
Земљотрес који је Бањалуку погодио 1969. године оштетио је школски објекат, али не у толикој мјери да се настава не би могла изводити, па је након краћег прекида у раду то и учињено. Санација објекта започела је априла 1974. године. У току тих радова школа је проширена у дијелу који се пружа паралелно са путем Бањалука – Бронзани Мајдан са укупно осам учионица, док је уз западни дио дограђена фискултурна сала. Настава је у тако санираном и проширеном школском објекту извођена од школске 1975/1976. године.
Исте те године школа у Доњим Борковићима постаје самостална са подручном четвероразредном школом Горњи Борковићи.
Нове статусне промјене су се догодиле 1984. године када се основној школи „Јошикова Вода“ припаја школа Доњи Борковићи са својим подручним одјељењем „Бунића Гај“( Горњи Борковићи ), a 1989. и основна школа „Милорад Умјеновић“ – Перван са својим подручним одјељењем „Суботица“ у Суботици. Тако је створен ООУР са три осморазредне школе: Јошикова Вода, Борковићи и Перван и двије четвероразредне: Суботица и Горњи Борковићи ( Бунића Гај ).
Школа на Бранковцу, која је још од 1962. године била подручно одјељење школе у Јошиковој Води са радом је престала 1987. године. У току рата са радом су престале и школе у Суботици и Горњим Борковићима.
Ученика који наставу похађају у школи "Мирослав Антић" сваке године је све мање, а у школској 2018/2019. години има их 185.
Крајем новембра 2018. године у издању ЈУ ОШ "Мирослав Антић" Бистрица и "Графид" д.о.о. Бањалука објављена је монографија школе чији аутор је Зоран Шмуговић. У монографији је на примјерен начин ријечју, фотографијама и документима представљена историја школе и школства на овом простору. Уз штампано издање објављено је и електронско.

## Становништво
|             | 2013.          | 1991.          | 1981.          | 1971.          |
| Укупно      | 1 386 (100,0%) | 1 703 (100,0%) | 2 104 (100,0%) | 2 563 (100,0%) |
| Срби        | 1 363 (98,34%) | 1 651 (96,95%) | 1 976 (93,92%) | 2 543 (99,22%) |
| Хрвати      | 7 (0,505%)     | 3 (0,176%)     | 4 (0,190%)     | 2 (0,078%)     |
| Југословени | 5 (0,361%)     | 32 (1,879%)    | 103 (4,895%)   | 1 (0,039%)     |
| Неизјашњени | 5 (0,361%)     | –              | –              | –              |
| Бошњаци     | 2 (0,144%)     | 6 (0,352%)1    | 1 (0,048%)1    | 2 (0,078%)1    |
| Остали      | 2 (0,144%)     | 11 (0,646%)    | 20 (0,951%)    | 11 (0,429%)    |
| Црногорци   | 1 (0,072%)     | –              | –              | 2 (0,078%)     |
| Непознато   | 1 (0,072%)     | –              | –              | –              |
| Словенци    | –              | –              | –              | 2 (0,078%)     |

1. 1 На пописима од 1971. до 1991. Бошњаци су пописивани углавном као Муслимани.

| Демографија | Демографија | Демографија |
| Година      | Становника  | Становника  |
| ----------- | ----------- | ----------- |
| 1948.       | 2.012       |             |
| 1953.       | 2.356       |             |
| 1961.       | 2.546       |             |
| 1971.       | 2.563       |             |
| 1981.       | 2.104       |             |
| 1991.       | 1.698       |             |

## Знамените личности
- Милован Бузаџић, последњи Предсједник Уставног суда СФРЈ
- Витомир Поповић, српски правник